# Equação de Schwinger-Dyson
A equação Schwinger-Dyson, de acordo com Julian Schwinger e Freeman Dyson, é uma equação da Teoria quântica de campos. Dada uma função F delimitada sobre as configurações do campo e, em seguida, para cada estado | ψ> (que é a solução QFT), então:
{\displaystyle <\psi |{\mathcal {T}}\{{\frac {\delta }{\delta \phi }}F[\phi ]\}|\psi >=-i<\psi |{\mathcal {T}}\{F[\phi ]{\frac {\delta }{\delta \phi }}S[\phi ]\}|\psi >}
S com a função de ação e \mathcal (T) operação ordenada de tempo.
Da mesma forma, na formulação do estado densidade para qualquer estado (válidos) ρ, temos:
{\displaystyle \rho ({\mathcal {T}}\{{\frac {\delta }{\delta \phi }}F[\phi ]\})=-i\rho ({\mathcal {T}}\{F[\phi ]{\frac {\delta }{\delta \phi }}S[\phi ]\})}
Estas infinitas equações podem ser usados para resolver a funções correlativas sem interrupção.
Isso também pode reduzir a ação por separação S: S [φ] = 1 / 2 D-1ij φ i + j φ Sint [φ] para o primeiro mandato quadrático D-1 e um maior rigor covariante simétrico e reversível na notação de categoria 2, na notação de DeWitt. Assim, podemos reescrever as equações do seguinte modo:
{\displaystyle <\psi |{\mathcal {T}}\{F\phi ^{j}\}|\psi >=<\psi |{\mathcal {T}}\{iF_{,i}D^{ij}-FS_{int,i}D^{ij}\}|\psi >}
Se F é uma função de φ e, em seguida, para um operador K, M [K] é definido como um operador que substitui K φ. Por exemplo, se
{\displaystyle F[\phi ]={\frac {\partial ^{k_{1}}}{\partial x_{1}^{k_{1}}}}\phi (x_{1})\cdots {\frac {\partial ^{k_{n}}}{\partial x_{n}^{k_{n}}}}\phi (x_{n})}
e G é uma função de J, então:
{\displaystyle F[-i{\frac {\delta }{\delta J}}]G[J]=(-i)^{n}{\frac {\partial ^{k_{1}}}{\partial x_{1}^{k_{1}}}}{\frac {\delta }{\delta J(x_{1})}}\cdots {\frac {\partial ^{k_{n}}}{\partial x_{n}^{k_{n}}}}{\frac {\delta }{\delta J(x_{n})}}G[J]}.
Se temos uma função analítica Z (conhecida função geradora) J (fonte conhecida do campo) satisfazendo a equação:
{\displaystyle {\frac {\delta ^{n}Z}{\delta J(x_{1})\cdots \delta J(x_{n})}}[0]=i^{n}Z[0]<\phi (x_{1})\cdots \phi (x_{n})>},
então usando a equação Schwinger-Dyson para o geradorr Z:
{\displaystyle {\frac {\delta S}{\delta \phi (x)}}[-i{\frac {\delta }{\delta J}}]Z[J]+J(x)Z[J]=0}